# 周勝之
周 勝之（しゅう しょうし、生没年不詳）は、周勃（絳侯）の嫡子。周亜夫の兄。
文帝の娘の昌平公主を娶る。ただし、周勝之との仲は悪かったと言われている。
紀元前176年、父である周勃が文帝により謀反の罪で捕らわれた際、父の獄吏より、周勝之が文帝の娘を娶っているので文帝に弁明するように、との手紙を受け取る。周勝之と文帝の母の薄太后の尽力により、周勃は牢から出られた。
紀元前169年に周勃が死去し、絳侯を継ぐ。6年後の紀元前164年、殺人を犯したために絳侯を取り上げられ、弟の周亜夫が継いだ。